# ハンティングタワー (吹奏楽曲)
ハンティングタワー（Huntingtower）と題された吹奏楽曲には以下のものがある。
1. オットリーノ・レスピーギが作曲したバラード。本項で詳述する。
2. ビル・パークが作曲した演奏会用序曲。

吹奏楽のためのバラード『ハンティングタワー』（Huntingtower, Ballad for Band）は、オットリーノ・レスピーギが作曲した唯一の吹奏楽曲。

## 概要
アメリカ吹奏楽指導者協会（American Bandmasters Association）とその創設者エドウィン・フランコ・ゴールドマン（Edwin Franko Goldman）から新しい吹奏楽曲の委嘱を受け、1932年2月に完成させた。
初演は1932年4月17日にワシントンのDARコンスティテューション・ホール（DAR Constitution Hall）で開催されたアメリカ吹奏楽指導者協会第3回年次総会において、前月に亡くなったジョン・フィリップ・スーザを追悼する演奏会での1曲として、テイラー・ブランソン大尉（Capt. Taylor Branson）の指揮、かつてスーザが隊長を務めていたアメリカ海兵隊軍楽隊（The United States Marine Band）の演奏により行われた。
作品はゴールドマンとアメリカ吹奏楽指導者協会に献呈されている。
題名は、レスピーギがたびたび訪れていたスコットランドのハンティングタワー城（Huntingtower Castle）基づいている。3/4拍子、変ホ短調のアンダンテ・レントによるゆっくりとした神秘的な序奏で始まり、スコットランド風のメロディーやリズムによる6/8拍子のアレグロの主部を経て、再びゆっくりになり、力強いクライマックスで終わる。
演奏時間は6分30秒から7分30秒。楽譜は1932年にニューヨークのフランコ・コロンボ（Franco Colombo）から出版された。
1930年代の吹奏楽編成を想定して書かれており、また「ローマ三部作」や「シバの女王ベルキス」など吹奏楽でよく演奏されるこの作曲家の色彩豊かな管弦楽曲に比べると地味な印象を与えるため、実際に演奏される機会は多くないが、レスピーギの著作権保護期間終了後はフランコ・チェザリーニや鈴木英史といった現代の吹奏楽の作曲家による新たな編曲版も発表されている。

## 編成
マルコム・ビニー（Malcolm Binney）の校訂譜（ミシナス・ミュージック版、1991年）では以下のとおり。
| 木管 | 木管                                         | 金管  | 金管                | 弦・打 | 弦・打                         |
| ---- | -------------------------------------------- | ----- | ------------------- | ------ | ------------------------------ |
| Fl.  | 2, Picc.                                     | Crnt. | 2, Tp. 3 (3rd opt.) | Cb.    | (opt.)                         |
| Ob.  | 2, C.A. (opt.)                               | Hr.   | 4                   | Timp.  | ●                              |
| Fg.  | 2                                            | Tbn.  | 3                   | 他     | B.D., S.D., Cym., Tam-t., Tri. |
| Cl.  | 3, E♭, Alto, Bass                            | Bar.  | 1, Eup.             | 他     | B.D., S.D., Cym., Tam-t., Tri. |
| Sax. | Sop. (opt.) Alt. 1 Ten. 1 Bar. 1 Bass (opt.) | Tub.  | 2                   | 他     | B.D., S.D., Cym., Tam-t., Tri. |